# مجازاتگر: لباسشویی کثیف
مجازاتگر: لباسشویی کثیف (انگلیسی: The Punisher: Dirty Laundry) یک فیلم کوتاه آمریکایی محصول سال ۲۰۱۲ به تهیه کنندگی آدی شانکار و کارگردانی فیل ژوانو است که بر اساس ضدقهرمانی به همین نام از مارول کامیکس می‌باشد. همانند فیلم مجازاتگر (۲۰۰۴)، توماس جین بار دیگر نقش اصلی را ایفا می‌کند. این فیلم برای اولین بار در سال ۲۰۱۲ در کامیک-کان سن دیگو به نمایش درآمد.

## داستان
فرانک کسل برای شستن لباس‌های خود در یک محله فرسوده به خشکشویی می‌رود. در بین راه شاهد توقف یک باند خیابانی و رویارویی آنها با سه فاحشه است که سردسته باند با لقب گلدتوث (دندون طلایی) یکی از فاحشه‌ها را با خود به مکانی خلوت برده و او را مورد ضرب و شتم و تجاوز قرار می‌دهد. فرانک علیرغم شنیدن فریادهای آن زن به کار خود ادامه داده و لباس‌ها را داخل ماشین لباسشویی می‌گذارد.
دقایقی بعد پسری به نام دشان در هنگام عبور توسط اعضای باند مورد آزار و اذیت قرار می‌گیرد، در همان لحظه گلدتوث به او فرصتی می‌دهد تا برای آنها مواد بفروشد و هنگامی که دشان با خواسته آنها مخالفت می‌کند، اعضای باند او را کتک می‌زنند. پس از یک درگیری لفظی کوتاه با گلدتوث، فرانک به مشروب فروشی آن طرف خیابان می‌رود تا نوشیدنی تهیه کند. در آنجا با یک فروشنده معلول به نام بیگ مایک ملاقات می‌کند. او تعریف می‌کند که دو سال پیش شاهد چنین وضعیتی بوده و به خاطر مقابله با خلافکاران فلج شده‌است.
فرانک هزینه نوشیدنی را پرداخت و علاوه بر این یک بطری جک دانیل خریداری می‌کند. او از همان بطری برای کشتن برخی از اعضای باند استفاده می‌کند و بقیه آنها را با اسلحه و چاقو به قتل می‌رساند. سپس دست راست و هر دو پای گلدتوث را شکسته و پس از اینکه نوشیدنی داخل بطری را روی او خالی کرد، فندکی را بر روی زمین گذاشته و به داخل خشکشویی برمی گردد.
فاحشه کتک خورده برای برداشتن فندک به صحنه بازگشته و در حالی که فرانک با لباس‌های شسته شده اش به سمت ون خود حرکت می‌کند، گلدتوث را به آتش می‌کشد. در همان لحظه دشان به فرانک نزدیک می‌شود تا تی شرتی که روی زمین انداخته به او برگرداند، اما فرانک به او می‌گوید که آن را پیش خود نگه دارد. همان‌طور که فرانک در حال دور شدن است، دشان پیراهن را باز و نماد پانیشر را بر روی آن می‌بیند.

## بازیگران
- توماس جین در نقش فرانک کسل / مجازاتگر
- ران پرلمن در نقش بیگ مایک
- شانون کولیس در نقش فاحشه
- جک گلدنبرگ در نقش دربان
- سامی روتیبی در نقش گلدتوث
- برندی تاکر در نقش دختر
- کارلین واکر در نقش دشان

## تولید
این فیلم برای اولین بار لوگوی جدید پانیشر که توسط تیم برادستریت طراحی شده را نشان داد. توماس جین این فیلم را در سال ۲۰۱۲ کامیک کان سن دیگو به نمایش گذاشت. وی دربارهٔ این پروژه نقل و قولی را در یوتیوب منتشر کرد:
من می‌خواستم بر اساس شخصیتی که همیشه آن را دوست داشته‌ام، یک فیلم به عنوان نامه ای عاشقانه به فرانک کسل و طرفدارانش بسازم. این یک تجربه باورنکردنی بود که همه در پروژه با اشتیاق فراوان وقت خود را گذاشتند و این از ابتدا تا انتها بخشی از کار بوده‌است. امیدواریم دوستداران پانیشر از دیدن آن به اندازه ما لذت ببرند.

## بازخورد
ایوان کاندر از Shortoftheweek.com این فیلم را «نامه ای عاشقانه» به شخصیت پانیشر و اثری موفقیت‌آمیز خواند اما به سادگی نسبی داستان و سرنوشت قابل پیش‌بینی شخصیت منفی انتقاد کرد.
کایل اندرسون از The Nerdist اظهار داشت که این فیلم ارزش دیدن دارد و اظهار داشت که اگر قرار است فیلم دیگری ساخته شود، جین باید دوباره نقش پانیشر را بازی کند.
کریس سیمز از ComicsAlliance بیان کرد که فیلم از این جهت جالب بود که شخصیت اصلی را در دوران عبور از وقایع فیلم قبلی نشان می‌داد و برخلاف گذشته که تنها هدف او انتقام بود، این بار به مبارزه با جنایت می‌پردازد.
برد بروت از Comingsoon.net به استفاده از موسیقی ساخته هانس زیمر و جیمز نیوتن هاوارد برای فیلم شوالیه تاریکی انتقاد کرد، به خصوص در لحظات ابتدایی که آنتاگونیست فیلم با پخش موسیقی از استریو ماشین خود ظاهر می‌شود اما به دلیل کوتاه بودن آن را قابل تحمل دانست.
در زمان اکران، Followingthenerd.com از این فیلم به عنوان "بهترین اقتباس از پانیشر تا این لحظه " یاد کرد.
جان برنثال که نقش فرانک کسل را در سریال پانیشر بازی می‌کند، بیان کرد که از بازی جین در این فیلم کوتاه الهام گرفته‌است.

## دنباله
آدی شانکار در مصاحبه ای با اینورس فاش کرد که قبلاً در مرحله پیش تولید دنباله ای برای این فیلم بوده‌است و اظهار داشت که قرار بود در این فیلم شخصیت لیدی پانیشر با بازی جینا کارانو معرفی شود. توماس جین قرار بود دوباره نقش خود را در قسمت دوم تکرار کند و فیلمنامه توسط وین کریمر نوشته شده بود. شانکار در این مصاحبه گفت: «ممکن است باز هم این پروژه در نقطه‌ای از راه بازبینی و احیا شود و هنوز نباید آن را منتفی دانست».

## تمجیدها
این فیلم نامزد دریافت جایزه وبی شد و در لیست ۵ شگفتی برتر کلایدر در سال ۲۰۱۲ قرار گرفت.
در سال ۲۰۱۶، ScreenGeek.net این فیلم را به عنوان فیلم کمیک بوکی درجه یک مختص طرفداران معرفی کرد و آن را یک تحول در فیلم‌هایی دانست که برای طرفداران ساخته می‌شوند.